# 스가와라노 미치자네
스가와라노 미치자네(일본어: 菅原道真, 조와 12년 음력 6월 25일(845년 8월 1일) ~ 엔기 3년 음력 2월 25일(903년 3월 26일))는 헤이안 시대의 귀족이자 학자, 한시인(漢詩人), 정치인이다. 산기(参議) 스가와라노 고레요시(菅原是善)의 셋째 아들이다. 관위는 종2위 우대신(右大臣)이며, 사후 정1위 태정대신(太政大臣)에 추증되었다. 스가와라노 미치마사, 스가와라노 도신이라고도 한다.
충신으로 이름이 높았으며, 우다 천황에게 중용되어 간표의 치(寛平の治)라 불리는 정치적 안정기를 이끈 한 사람으로서, 다이고(醍醐)의 치세에서는 우대신까지 올랐다. 하지만 좌대신 후지와라노 도키히라(藤原時平)의 참소로 죄를 얻어 다자이곤노소치(大宰権帥)직으로 좌천되고 그곳에서 사망했다. 사후에 잇따라 발생한 천재지변으로 조정은 그가 원령이 되어 저주를 내린 것으로 인식하고, 덴만 덴진(天滿天神)으로 신앙의 대상으로 삼았다. 현재는 학문의 신으로서 받들어진다.

## 생애
나라시의 깃코지(喜光寺)라는 절에 전해지는 전승에 따르면 미치자네는 지금의 나라 시 스가와라마치(菅原町) 주변에서 태어났다고 하는데, 이밖에도 교토 시모쿄구의 간다이진 신사(菅大臣神社)와 가미교구의 스가와라노인덴만구(菅原院天満宮), 미나미구의 깃쇼인덴만구(吉祥院天満宮), 나라현 요시노군 요시노마치(吉野町)의 스고사(菅生寺), 시마네현 마쓰에시의 스가와라덴만구(菅原天満宮) 등이 미치자네의 탄생지로 여겨지고 있어 확실하지 않다. 시가현 나가하마시에 있는 요고 호수(余呉湖)의 날개옷 설화에서는 "천녀와 그 지역의 동연대부(桐畑太夫) 사이에 태어난 아이가 스가와라노 미치자네였으며 어려서 근처의 스가야마지(菅山寺)에서 공부했다"라고 전하고 있다.
어려서부터 시가에 재주를 보였던 미치자네는 조간(貞観) 4년(862년), 18세로 문장생(文章生)이 되었다. 조간 9년(867년)에는 문장생 가운데 단 두 명만이 뽑혔던 문장득업생(文章得業生)으로 뽑혔고 정6위하에 봉해져 시모스케노곤노소죠(下野権少掾)가 된다. 조간 12년(870년)에는 방략시(方略試)에서 상등으로 합격했는데, 규정에 따르면 3계를 높여야 했지만 그렇게 될 경우 5위에 이른다고 해서 1계만을 더해 정6위상에 봉해졌다. 이듬해에는 현번조(玄蕃助)가 되고 나아가 소내기(少内記)로 옮겼다. 조간 16년(874년)에는 종5위하 병부소보(兵部少輔)에 이어 민부소보(民部少輔)에 임명되었다. 간교(元慶) 원년(877년)에는 식부소보(式部少輔)에 임명되었으며, 이 해에 집안 대대로 맡아온 관직인 문장박사를 겸임하게 된다. 간교 3년(879년), 종5위에 서임되었으며, 닌나(仁和) 2년(886년)에 사누키노카미(讃岐守)로 임명되어 식부소보 겸 문장박사의 직책은 사임하고 부임지 사누키로 낙향했는데, 닌나 4년(888년)에 일어난 아코 사건(阿衡事件)에 즈음해 후지와라노 모토쓰네에게 의견서를 보내 충고함으로써 사건을 수습했다. 간표(寛平) 2년(890년)에 임지 사누키 국에서 교토로 돌아왔다.
그 무렵부터, 여지껏 집안의 신분에 따른 관직 안에 머물러 있었던 미치자네는 우다 천황의 신임을 받으며 이후 요직을 역임하게 되는데(당시 황실의 외척으로서 권세를 휘두르던 후지와라씨에 유력한 인물이 없었던 점 등을 계기로 우다 천황은 미치자네를 이용해 후지와라 씨를 견제하려 했다) 간표 3년(891년)에 구란도노카미(蔵人頭)에 보임되고 나아가 식부소보와 좌중변을 겸무하게 된 것을 시작으로 이듬해에는 종4위하에 봉해지고 좌경대부(左京大夫)를 겸임하였으며, 그 이듬해에는 또 다시 산기 식부대보로 보임되고 좌대변(左大弁) 감해유장관(勘解由長官) 춘궁량(春宮亮)을 겸임한다.
간표 6년(894년)에 견당대사에 임명되지만 미치자네의 건의에 따라 견당사는 폐지되었고, 엔기 7년(907년)에 당(唐)이 멸망함으로써 일본의 견당사 파견은 간표 6년을 끝으로 막을 내린 셈이 되었다. 간표 7년(895년)에는 종3위 곤노주나곤(權中納言)에 서임되고 춘궁권대부(春宮権大夫)를 겸임한다. 첫째 딸 렌시(衍子)를 우다 천황의 뇨고로 들여보낸데 이어 이듬해에는 민부경(民部卿)을 겸임하게 되었으며, 간표 9년(897년)에는 셋째 딸 료시(寧子)를 우다 천황의 황자 · 도키요 친왕(齋世親王)의 비로 했다.
이 해에 우다 천황은 다이고 천황에게 양위하면서 미치자네를 계속 중용할 것을 강력히 다이고 천황에게 지시하고 후지와라노 도키히라와 스가와라노 미치자네 두 사람에만 공무에 관해 아뢰는 것을 특권으로서 허용했으며, 미치자네는 정3위 곤노다이나곤(權大納言)에 서임된 데 이어 우근위대장(右近衛大將) ・ 중궁대부까지 겸임하게 되었다. 또한 이 해에는 우다 천황의 조정에서 태정관을 통솔했고 미치자네와도 친교가 있었던 우대신 미나모토노 요시유키(源能有), 몬토쿠 천황의 황자로서 우다 천황과는 사촌형제지간)가 훙서하였다.
다이고 천황의 치세에서도 미치자네는 승진을 거듭했지만, 미치자네가 주장한 중앙집권적 재정에 대해 조정으로 권력이 집중되는 것을 바라지 않았던 후지와라 씨 등 유력 귀족의 반발이 표면화하기에 이르렀다. 또한 기존의 집안의 품격에 따른 나름의 생활 유지라는, 현상 유지를 원했던 중하급 귀족 가운데에서도 미치자네가 진행하는 정치 개혁에 불안을 느끼고 이러한 유력 귀족들의 움직임에 동조하는 이들도 있었는데, 미치자네가 우대신으로 승진하여 우대장을 겸임하게 된 이듬해인 쇼타이(昌泰) 3년(900년)에 미요시 기요유키(三善淸行)가 미치자네에게 지족(止足)하는 삶을 즐기라고 달랬지만 미치자네는 이를 받아들이지 않았다는 일화가 있다. 쇼타이 4년(901년)에는 종2위에 봉해졌지만 다이고 천황을 끌어내리고 도키요 친왕을 황위에 앉히고자 하였다는 무고로 죄를 얻어 다자이곤노소치(大宰權帥)로 좌천되고 말았다. 우다 상황은 이 사실을 알고 곧장 다이고 천황과의 면담을 청했지만 천황은 응하지 않았다. 장남 다카미(高視)를 비롯한 미치자네의 네 명의 아들도 모두 유배형에 처해졌다(쇼타이의 변). 이 사건의 배경에 대해서는 미치자네의 정적이었던 후지와라노 도키히라에 의한 완전한 참언이라는 설부터 우다 상황과 다이고 천황의 대립에 미치자네가 말려든 결과라는 설 등 여러 가지 주장이 있다.
미치자네는 엔기 3년(903년), 다자이후에서 사망하여 현지(지금의 다자이후덴만구)에 묻혔다. 미치자네가 교토를 떠나 다자이후로 향하면서 읊었다는 「동풍 불거든 향기를 보내다오, 매화꽃이여, 주인이 없다 해도 봄을 잊지 말지니(일본어: 東風吹かば　匂ひをこせよ　梅の花　主なしとて　春な忘れそ)」 라는 와카는 유명하며, 이 와카에 등장하는 매화가 교토에서 하룻밤 사이에 미치자네가 살던 다자이후의 집 뜰까지 날아왔다는 「도비우메(飛梅)」 전설 또한 널리 알려져 있다.

## 계보
- 부：스가와라노 고레요시(菅原是善)
- 모：도모노 사네나리(伴眞成)[1]의 딸
- 아내：시마다노 노부키코(島田宣來子) - 시마다노 다다오미의 딸
  - 장남：스가와라노 다카미(菅原高視)
  - 딸：스가와라노 엔시 - 우다 천황의 후궁
- 생모 불명
  - 아들：스가와라노 야스시게(菅原寧茂)
  - 아들：스가와라노 가게유키(菅原景行)
  - 아들：스가와라노 가게카네(菅原景鑑)
  - 5번째 아들：스가와라노 아쓰시게(菅原淳茂)
  - 아들：스가와라노 모토카제(菅原旧風)
  - 아들：스가와라노 히로시게(菅原弘茂)
  - 아들：스가와라노 가네시게(菅原兼茂)
  - 아들：스가와라노 노부시게(菅原宣茂)
  - 아들：스가와라노 스미시게(菅原淑茂)
  - 아들：스가와라노 시게이쿠(菅原滋殖)
  - 딸：菅原尙子 - 尚侍・尚膳
  - 딸：菅原寧子 - 尚侍, 도키요 친왕의 비
  - 딸：菅原俊子 - 藤原発成의 아내

## 사적・작품
저서로는 자신의 시와 산문을 모은 『관가문초(菅家文草)』전 12권(쇼타이 3년, 900년), 다자이후에서의 작품을 모은 『관가후집(菅家後集)』(엔기 3년, 903년경), 편저에 유취국사가 있다. 일본기략에 의하면 간표 5년(893년), 우다 천황에게 『신찬 만요슈(新撰万葉集)』 2권을 바쳤다고 전해진다. 신찬 만요슈는 스가와라노 미치자네가 편집하였다는 것이 일반설이지만, 이를 부정하는 의견도 있다.
와카집으로 『관가어집(菅家御集)』등이 있지만, 후세의 위작이 다수 들어있다는 지적이 있다. 고킨와카슈(古今和歌集)에 2수의 와카가 채록되어 있다.
육국사의 하나인 일본삼대실록의 편자이기도 하다. 일본삼대실록은 좌천 직후의 엔기 원년(901년) 8월에 완성되었다. 다만, 좌천되었기 때문에 미치자네의 이름은 편찬자의 명단에서는 빠져 있다.
할아버지가 시작한 스가와라 가문의 사숙인 칸케로카(菅家廊下, 산인테이(山陰停))를 주재하면서, 인재를 육성하였다. 한때는 일본 조정에 그 출신자가 100명에 달하기도 하였다.

### 와카
此の度は 幣も取り敢へず 手向山 紅葉の錦 神の随に
海ならず 湛へる水の 底までに 清き心は 月ぞ照らさむ
東風吹かば にほひおこせよ 梅の花 主なしとて 春を忘るな
(처음 출판된 『拾遺和歌集』에 의한 표기. 후세에 '春な忘れそ'라고도 쓰이게 되었다)

## 사후
스가와라노 미치자네가 죽은 이후, 수도에서는 재난이 빈발했다. 우선 미치자네의 정적이었던 후지와라노 도키히라가 엔기 9년(909년)에 39세의 젊은 나이로 병들어 죽은 것을 시작으로, 다이고 천황의 황자이자 동궁이었던 야스아키라 친왕(保明親王)도 엔기 23년(923년)에 서거(친왕은 도키히라의 조카였다), 친왕의 아들로 황태손(皇太孫) 요시요리 왕(慶頼王)도 엔쵸(延長) 3년(925년)에 사망하였다. 5년 뒤인 엔쵸 8년(930년), 황궁의 청량전(清涼殿)에서 조정 회의가 진행되던 중 갑작스럽게 떨어진 벼락으로, 앞서 쇼타이의 변에 깊이 관여했던 인물인 다이나곤 후지와라노 기요유키(藤原清貫)를 비롯한 조정의 많은 요인들이 다치거나 죽기까지 했다(청량전 낙뢰 사건). 낙뢰의 현장에 있었던 다이고 천황 자신도 이 사건으로 충격을 받아 컨디션이 무너진 나머지 3개월 만에 붕어하고 말았다.
이것을 미치자네의 저주로 여겨 두려워한 조정은 결국 미치자네의 죄를 사면하고 관위를 추증했으며 그의 자손들도 유배형에서 풀어주고 교토로 불러들였다. 엔기 23년(923년) 4월 20일(5월 13일)에는 미치자네가 좌천되기 이전 직위였던 우대신으로 복구되고 정2위 관위를 추증한 것을 시작으로 쇼랴쿠(正暦) 4년(993년)에는 정1위 좌대신(左大臣), 같은 해에 다시 태정대신에 추증되었다(이러한 명예 회복의 배경에는 미치자네를 참소한 도키히라가 요절하여 대가 이어지지 못한 것에 그치지 않고 우다 천황의 측근으로서 미치자네에게 호의적이던 도키히라의 동생 다다히라가 후지와라 가문의 적통을 잇게 된 점도 크게 작용하였다).
청량전 낙뢰 사건은 미치자네의 원령을 '뇌신(雷神)' 즉 벼락의 신으로 인식하는 계기가 되었다. 화뢰천신(火雷天神)을 제사지내던 교토에 기타노 덴만구(北野天満宮)를 지어 미치자네의 재앙을 가라앉히고자 한 것을 시작으로, 이후 일본에서는 백년에 한 번 일어날까 말까한 대재해가 일어날 때마다 이것을 미치자네의 저주로 여겨 두려워하게 되었고, 「천신님(天神様)」으로서의 미치자네에 대한 천신 신앙은 전국으로 퍼져 나갔다. 이렇게 각지에 모셔지게 된 「천신님」은 재해의 기억이 사그라들고 미치자네가 생전에 뛰어난 학자이자 시인이었던 점 등으로 해서, 차츰 흉폭한 벼락신이 아닌 온화한 학문의 신으로 신앙의 방향이 변화하게 되었다.
에도 시대에는 쇼타이의 변을 소재로 한 『천신기(天神記)』, 『스가와라 전수 수습감(菅原伝授手習鑑)』, 『덴만구 채종어공(天満宮菜種御供)』 등이 공연되었으며 특히 『스가와라 전수 수습감』은 인형 조루리, 가부키로 상연되어 크게 히트를 쳤으며 기다유 교겐(義太夫狂言)의 3대 명작 중의 하나로 여겨져 오늘날까지 이 작품의 일부가 인기 상연 종목으로서 공연되고 있다.
근대, 특히 2차 대전 이전에는 황실의 충신으로서의 면모가 강조되었다. 지폐 인물로도 채택되었다. 유배지에서도 천황을 원망하지 않고 근신함으로써 충성을 다한 미치자네의 모습을 히로세 다케오(広瀬武夫)가 한시(漢詩) 「정기가(正気歌)」에 「간구(菅公) 쓰쿠시(筑紫)의 달이 되려나」라고 읊고 문부성(文部省)의 창가(唱歌)로도 불렸는데, 1928년(쇼와 3년)에 고단샤(講談社) 발행지 「킹」에서 「(주상께서) 내려주셨던 의복이 지금 여기에 있어/날마다 받들고 남은 향기를 맡고 있네(恩賜の御衣今此に在り捧持して日毎余香を拝す)」라는 미치자네의 시를 패러디한 「중의 대변이 지금 여기에 있어/날마다 받들고 남은 향기를 맡고 있네(坊主のうんこ今此に在り捧持して日毎余香を拝す)」라는 구절에 대해서 '불경하다'는 비판이 일어, 고단샤나 이카호 온천(伊香保温泉)에 체류 중이던 사장 노마 세이지(野間清治)가 폭한의 습격을 받는 사건이 일어나기도 했다.

## 관련서적
- 坂本太郎「菅原道真」（人物叢書）吉川弘文館 1990년 발행. ISBN 978-4-642-05181-1
- 『梅ノ木屋敷のキリン』 新風舎　2006년 6월 25일 발행. ISBN 978-4-7974-8623-0

## 갤러리

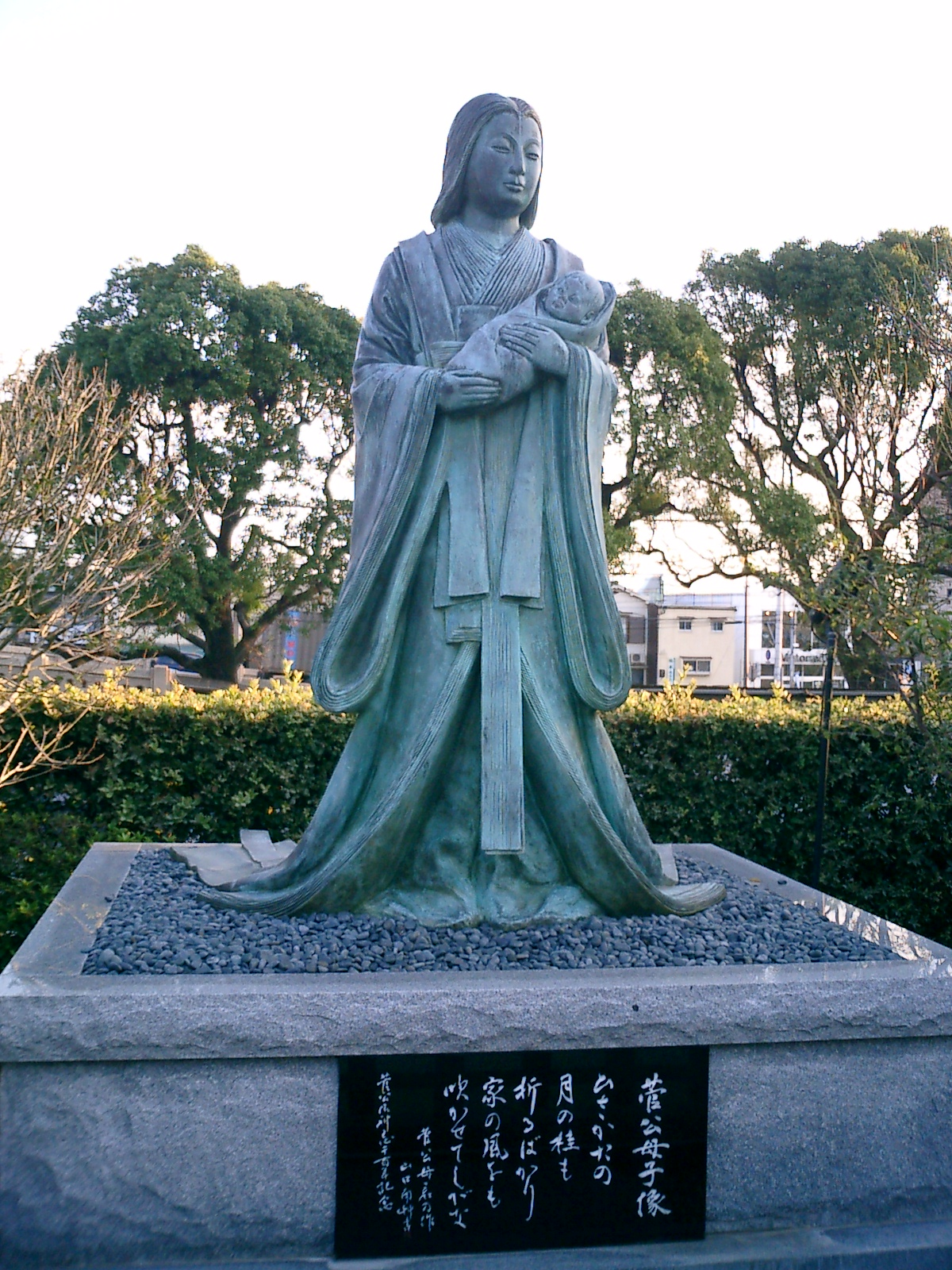
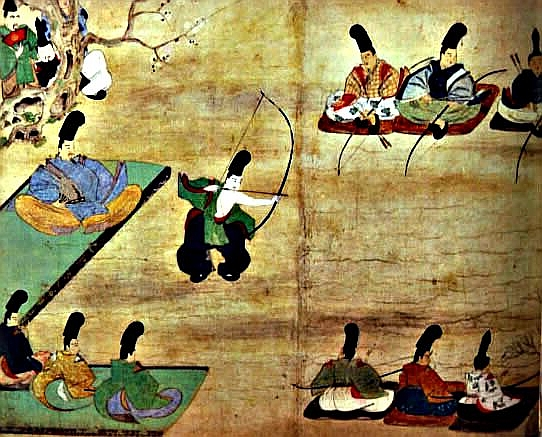
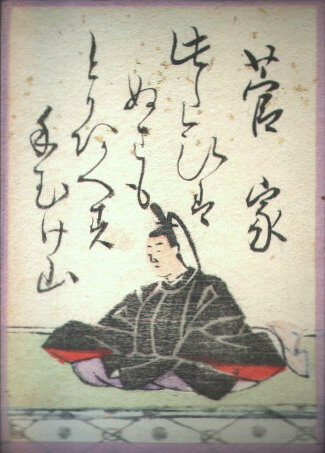
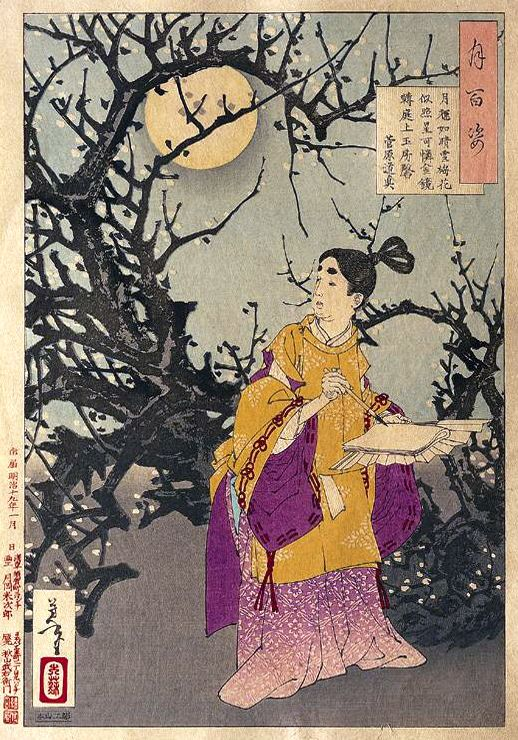
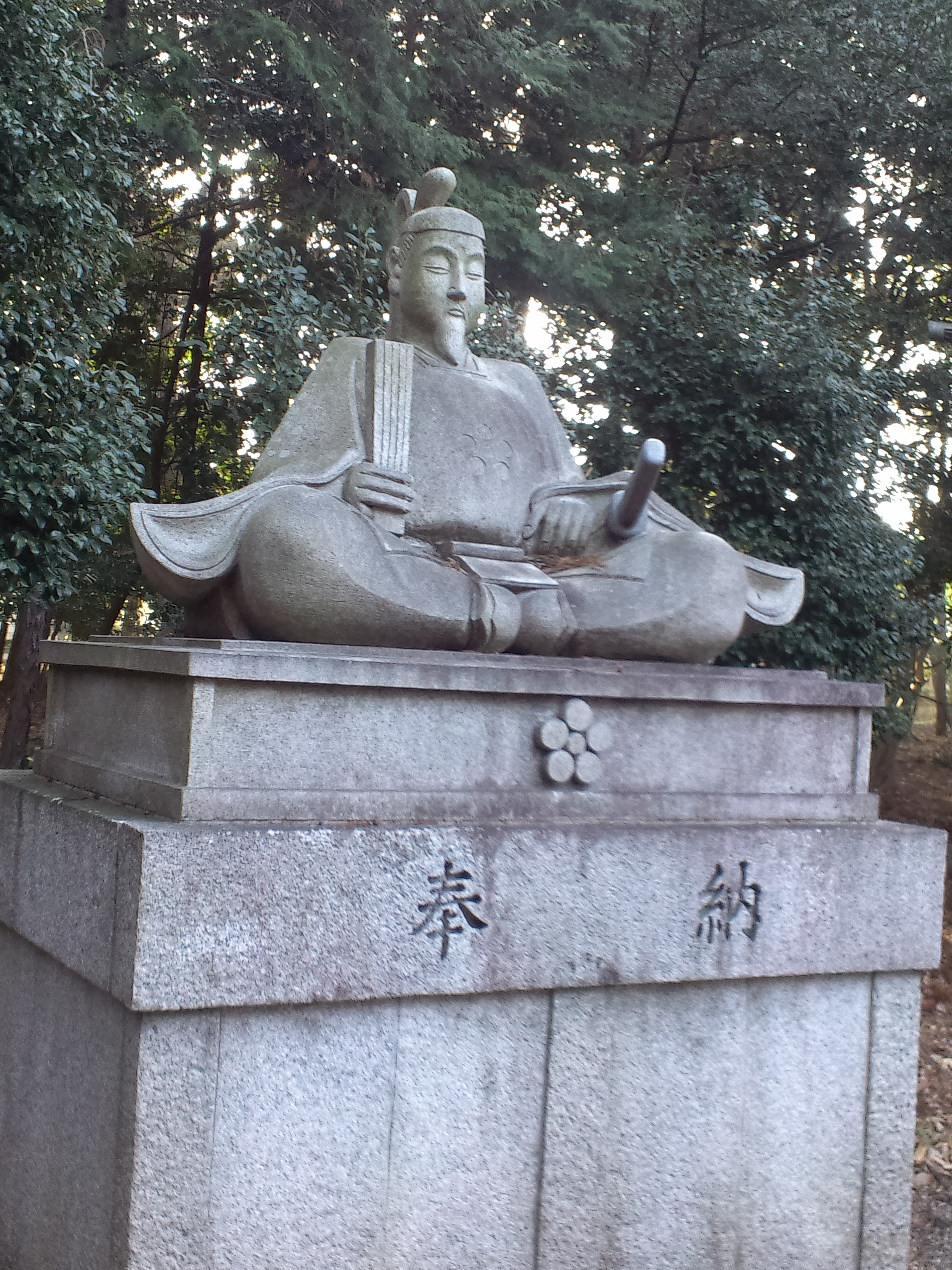

## 같이 보기
- 다자이후
- 덴만구
- 백거이
- 견당사